# Pont du Diable (Chalencon)
Pour les articles homonymes, voir Pont du Diable.
Le pont du Diable est un pont en arc qui enjambe l'Ance en contrebas du bourg médiéval de Chalencon, dans la Haute-Loire. La rivière forme ici la limite entre les communes de Saint-André-de-Chalencon (dont fait partie le bourg de Chalencon) et de Tiranges.

## Localisation
L'édifice est en Haute-Loire, dans la région de l'Auvergne.
Pour y aller, il faut prendre la route sinueuse qui joint Tiranges à Retournac. Ensuite, un chemin, où s'écoule une source, mène au monument.

## Historique
Le pont permettait de relier le château de Chalençon à Retournac. Dans son état actuel, il ne semble pas être antérieur au XVe siècle.
Il a été classé au titre des monuments historiques le 24 décembre 1913.

## Description

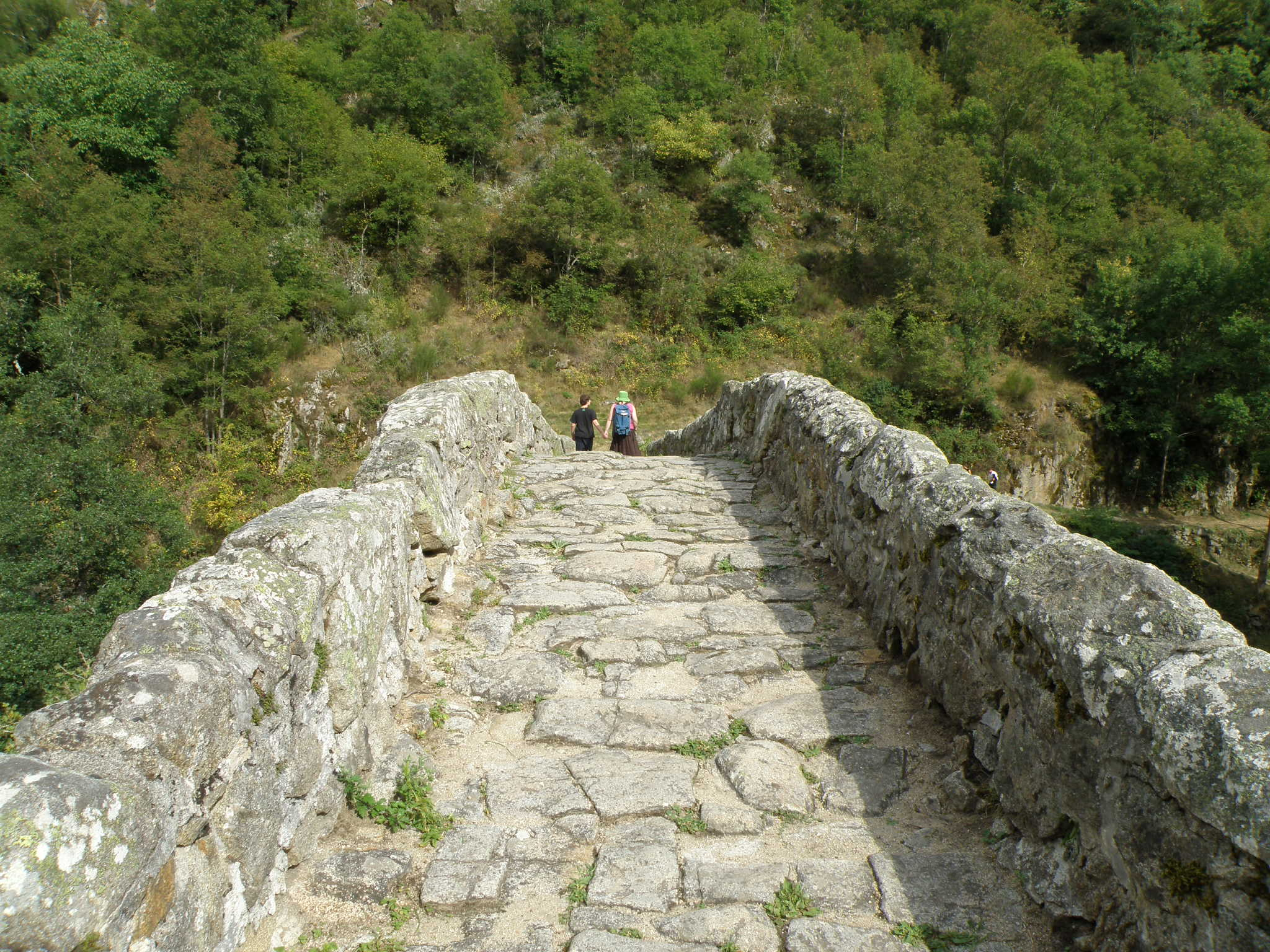
Tablier (largeur totale env. 2.8 m), comprenant la voie (2 m) et les parapets.

Le pont date certainement du Xe siècle et enjambe l'Ance. L'édifice se compose de deux arches d'ouvertures 22,80 m et 11,80 m et son tablier est bordé de part et d'autre d'un parapet d'un demi-mètre environ. On peut passer sous les arches du pont ou encore pique-niquer sur les berges verdoyantes de la rivière. Le débit du cours d'eau peut devenir très puissant à la suite d'averses prolongées ou de lâchers de barrage.
La pile a une épaisseur de 2,25 m et est munie d'avant et arrière-becs. Le tablier en dos d'âne très prononcé a une largeur de 2,75 m. Le haut du parapet, en son point le plus haut est à 14,05 m au-dessus de l'Ance.

## La légende
Le château visitable de Chalencon date du Xe siècle et fut le siège de la maison noble de Chalencon. On y accède par le pont du Diable qui, selon la légende, était détruit par les crues incessantes de l'Ance. Le seigneur signe donc un pacte avec le Diable pour empêcher une nouvelle destruction de l'édifice. Satan déclare que la première personne qui passera le pont fera don par ce biais de son âme. Le seigneur souhaite se sacrifier mais quand il s'avance, son chien le précède et sauve ainsi son maître. Le Diable, dit-on, furieux, jette une énorme pierre au pied du pont que l'on voit encore aujourd'hui.